# WASP-29 b
WASP-29 b – planeta pozasłoneczna typu gorący jowisz, znajdująca się w kierunku konstelacji Feniksa w odległości około 260 lat świetlnych od Ziemi. Została odkryta w 2010 roku w ramach programu SuperWASP.
Planeta ta ma masę wynoszącą 25% masy Jowisza oraz promień wynoszący 74% promienia Jowisza. Obiega swoją gwiazdę z okresem wynoszącym około 3,9 dnia.
| Jowisz | WASP-29 b |
| ------ | --------- |
|        |           |